# تاكويا كاوامورا
تاكويا كاوامورا (14 أبريل 1986 بموريوكا في اليابان - ) (باليابانية: 川村卓也) هو لاعب كرة سلة ياباني في مركز مدافع مسدد الهدف. لعب مع Utsunomiya Brex ‏.

## وصلات خارجية
- تاكويا كاوامورا على موقع الاتحاد الدولي لكرة السلة (الإنجليزية)
- تاكويا كاوامورا على موقع دوري كرة السلة الياباني للمحترفين (اليابانية)
- تاكويا كاوامورا على موقع كرة السلة الأوروبية.كوم (الإنجليزية)
- تاكويا كاوامورا على موقع ريلجم (الإنجليزية)
- تاكويا كاوامورا على موقع بروبوليرز (الإنجليزية)